# Goodenia crenata
Goodenia crenata är en tvåhjärtbladig växtart som beskrevs av Carolin och L.W.Sage. Goodenia crenata ingår i släktet Goodenia och familjen Goodeniaceae. Inga underarter finns listade i Catalogue of Life.